# Leif Mæhle
Leif Mæhle, född 17 maj 1927 i Sunndal i Møre og Romsdal, död 1 september 2016 i Oslo, var en norsk professor som arbetade kring nordisk litteratur, med fokus på nynorska sådan, vid universitetet i Oslo mellan 1969 och 1997. Han skrev böcker om bland andra Henrik Ibsen och Olav Aukrust. Han var även språkkonsulent vid Det norske teatret.